# Демихов, Владимир Петрович

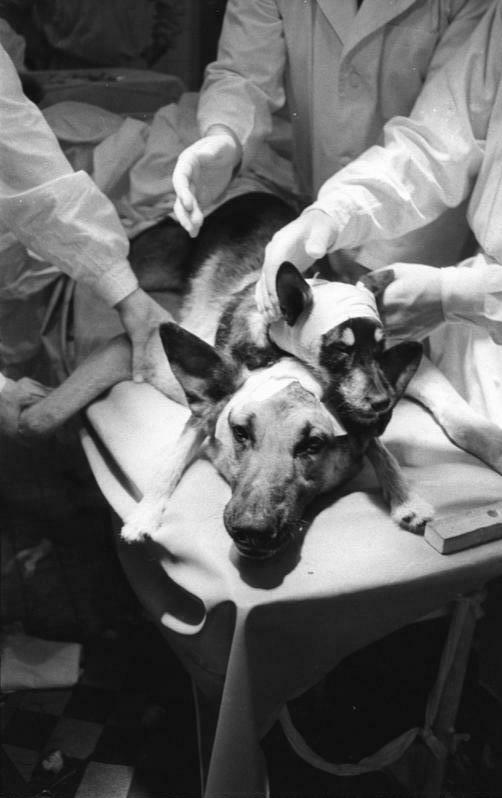
Одна из двухголовых собак Демихова

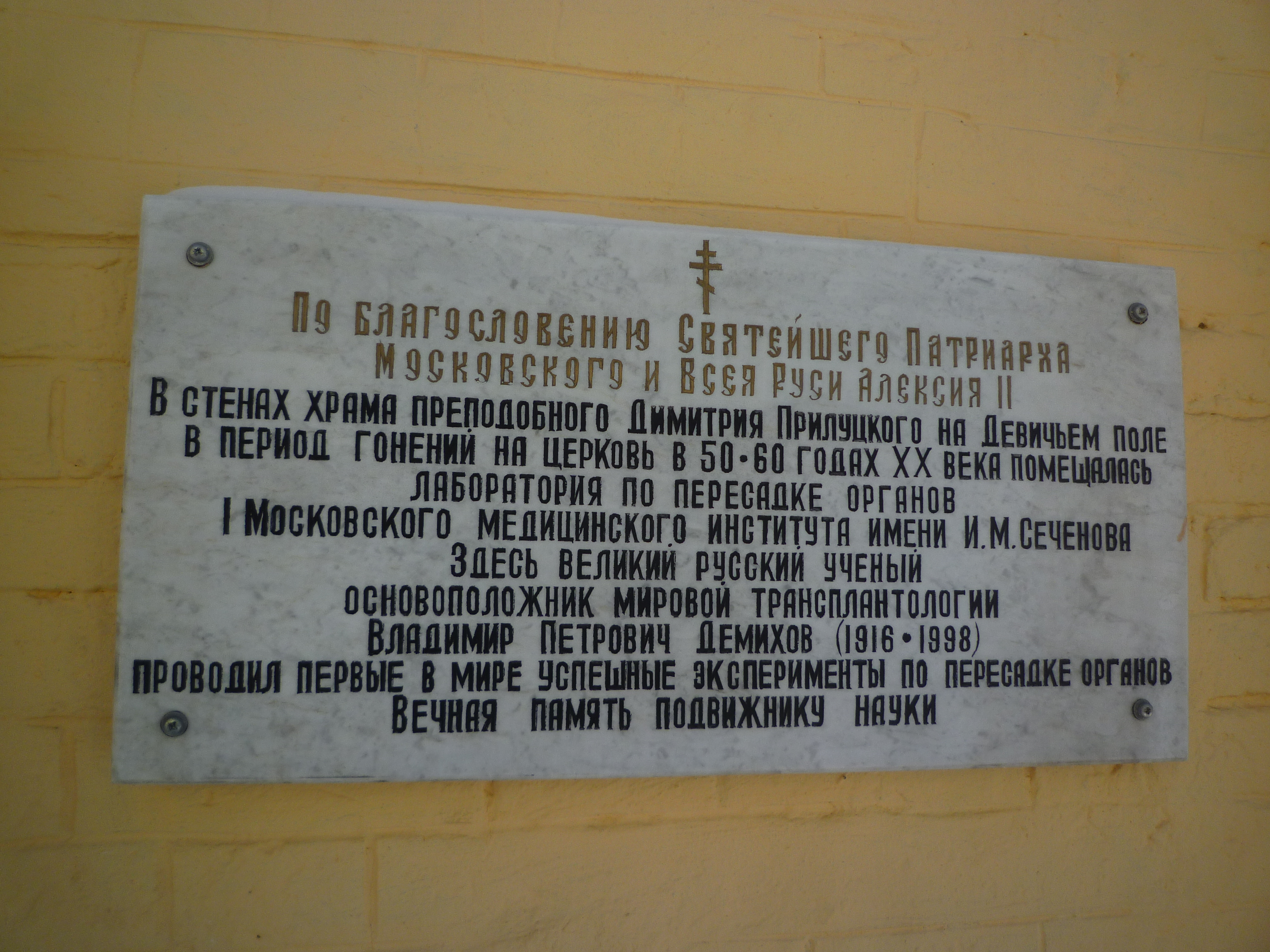
Памятная табличка на Церкви Преподобного Димитрия Прилуцкого

Могила В. П. Демихова на Ваганьковском кладбище в Москве

Влади́мир Петро́вич Де́михов (18 [31] июля 1916, хутор Куликовский, станица Ярыженская, Область Войска Донского, Российская империя — 22 ноября 1998, Москва, Российская Федерация) — советский и российский биолог и учёный-экспериментатор, один из основоположников трансплантологии. Доктор биологических наук.

## Биография
Владимир Петрович Демихов родился 31 июля (18 июля по старому стилю) 1916 года в России на хуторе Кулики (ныне хутор Куликовский Волгоградской области) в семье крестьянина. Русский. Отец, Пётр Яковлевич, погиб во время гражданской войны в 1919 году. Мать, Домника Александровна, одна вырастила троих детей. Все они получили высшее образование.
Учился в ФЗУ на слесаря-ремонтника.
В 1934 году Владимир Демихов поступил в Московский государственный университет на физиологическое отделение биологического факультета и очень рано начал научную деятельность. В 1937 году, будучи студентом-третьекурсником, он сконструировал и собственными руками изготовил первое в мире искусственное сердце и вживил его собаке. Собака жила два часа.
В 1940 году Демихов окончил университет, написал первую научную работу. Начавшаяся война прервала научные поиски. В 1941—1945 годах Демихов служил в действующей армии — выполнял обязанности старшего лаборанта в патолого-анатомической лаборатории. «Она отняла столько времени, не дала заниматься наукой», — говорил он, вспоминая войну.
Сразу после войны Владимир Петрович приходит в Институт экспериментальной и клинической хирургии. Несмотря на трудности технического и материального порядка, энергичный и изобретательный экспериментатор производит уникальные операции.
В 1946 году Демиховым впервые в мире было успешно пересажено собаке второе сердце, а вскоре он смог полностью заменить сердечно-лёгочный комплекс, что стало мировой сенсацией, которую в СССР даже не заметили. Через два года он начал эксперименты по пересадке печени, а ещё через несколько лет впервые в мире заменил сердце собаки на донорское. Это доказывало возможность проведения подобной операции на человеке.
В 1955 году Демихов перешёл на работу в 1-й Московский медицинский институт им. И. М. Сеченова, где проработал до 1960 года.
В 1960 году из-за обострения отношений с директором института Владимиром Ковановым, который не допускал к защите диссертацию Владимира Петровича «Пересадка жизненно важных органов в эксперименте», вынужден был перейти в Институт скорой помощи имени Склифосовского. Лишь только в 1963 году Демихов, причём в один день, смог защитить сразу две диссертации (кандидатскую и докторскую).
Лаборатория под руководством Демихова работала до 1986 года. Разрабатывались методы пересадки головы, печени, надпочечников с почкой, пищевода, конечностей. Результаты этих экспериментов были опубликованы в научных журналах.
Работы Демихова получили международное признание. Ему присвоено звание почётного доктора медицины Лейпцигского университета, почётного члена Королевского научного общества в Уппсале (Швеция), а также Ганноверского университета, американской клиники Майо. Является обладателем почётных дипломов научных организаций разных стран мира. Был лауреатом «ведомственной» премии имени Н. Н. Бурденко, присуждавшейся Академией медицинских наук СССР.
22 ноября 1998 года Владимир Петрович умер от аневризмы в своей квартире на окраине Москвы. Похоронен в Москве на Ваганьковском кладбище (24 участок).

## Память
- 27 июня 2016 года в Москве в новом здании НИИ трансплантологии и искусственных органов имени Шумакова состоялось торжественное открытие памятника Владимиру Петровичу Демихову[6].
- В 2017 году городской клинической больнице № 68 присвоено имя В. П. Демихова (теперь ГБУЗ «ГКБ имени В. П. Демихова»). В 2018 году открыта мемориальная доска[7] в его честь в административном корпусе[8].
- На Ваганьковском кладбище установлен памятник.

Жена: Демихова Лия Николаевна
Дочь: Ольга Демихова (заслуженный врач, доктор наук, профессор, руководитель клинико-диагностического центра в Центральном научно-исследовательском институте туберкулёза)

## Достижения
Впервые в мире выполнил следующие операции (в эксперименте):
- 1937 г. — первое в мире искусственное сердце;
- 1946 г. — первая в мире гетеротопическая пересадка сердца в грудную полость;
- 1946 г. — первая в мире пересадка комплекса сердце-легкие;
- 1947 г. — первая в мире пересадка изолированного легкого;
- 1948 г. — первая в мире пересадка печени;
- 1951 г. — первая в мире ортотопическая пересадка сердца без использования искусственного кровообращения;
- 1952 г. — первое в мире маммарно-коронарное шунтирование (1988 год — Государственная премия СССР);

В 1960 году вышла книга Демихова «Пересадка жизненно важных органов в эксперименте», которая стала первой в мире монографией по трансплантологии. В 1962 году книга была переиздана в Нью-Йорке, Берлине, Мадриде и долгое время была единственной монографией в области трансплантации органов и тканей. Кристиан Барнард, выполнивший первую в мире операцию по пересадке сердца от человека человеку в 1967 году, посещал лабораторию Демихова в 1960 году и называл его одним из отцов трансплантологии.

## Научные труды

### Монографии
- Демихов В. П. О причинах гибели гомотрансплантатов органов и тканей: Проблемы гомопластики и аллопластики. — К.: Здоров'я[укр.], 1967. — С. 36-39.
- Демихов В. П. Пересадка жизненно важных органов в эксперименте. — М.: Медгиз, 1960. — 260 с.
- Демихов В.П. Пересадка органов: это возможно? / Всесоюзное общество по распространению политических и научных знаний. Москва, 1959. Сер. 8 Биология и медицина.

### Статьи
на русском языке
- Демихов В. П. Гомопластическая пересадка сердца и легких у теплокровных (собак) // Вопросы грудной хирургии. — Т. 3. Труды I Всесоюзной конференции по грудной хирургии. Москва, 15 мая 1947 г. — М.: Медгиз, 1949. — С. 42-45.
- Демихов В. П., Горяйнов В. М. Гомопластическая пересадка второго дополнительного центра в эксперименте на собаках // Бюллетень экспериментальной биологии и медицины. — 1950. — Т. 29, № 4. — С. 241-254.
- Демихов В. П. Гомопластическая замена сердца и легких в эксперименте на собаках // Бюллетень экспериментальной биологии и медицины. — 1950. — Т. 29, № 5. — С. 347-351.
- Демихов В. П. Методика пересадки легкого в эксперименте // Бюллетень экспериментальной биологии и медицины. — 1950. — Т. 29, № 10. — С. 246.
- Демихов В. П. Об ошибочности «закона» Старлинга // Бюллетень экспериментальной биологии и медицины. — 1950. — Т. 29, № 5. — С. 397-399.
- Демихов В. П. Пересадка сердца и легких в эксперименте // Проблемы клинической и экспериментальной хирургии — М., 1951. — С. 18-32.
- Демихов В. П. Пересадка сердца и легких в эксперименте на животных // Проблемы клинической и экспериментальной хирургии. — М., 1951. — Т. 5. — С. 136-139.
- Демихов В. П. Выступление в прениях // Проблемы клинической и экспериментальной хирургии / Под ред. А. А. Вишневского. — М.: Изд-во АМН СССР, 1951. — С. 40.
- Демихов В. П. Экспериментальное обоснование замены сердца механическим прибором в остром опыте // Бюллетень экспериментальной биологии и медицины. — 1951. — Т. 32, № 7. — С. 22-24.
- Демихов В. П. Проблема трансплантации органов в соответствии с мичуринской теорией // Хирургия. — 1953. — № 9. — С. 27-33.
- Демихов В. П. Хирургическое лечение недостаточности коронарного кровообращения // Труды всесоюзной сессии АМН совместно с Томским медицинским институтом, 1953. — с. 170—171.
- Демихов В. П. Пересадка головы собаки: демонстрация // Хирургия. — 1954. — № 8. — С. 89.
- Демихов В. П. Хирургическое лечение недостаточности коронарного кровообращения (экспериментальное исследование): доклад // Хирургия. — 1955. — № 3. — С. 92.
- Демихов В. П. Пересадка сердца и легких в эксперименте и способы предупреждения смерти во время операций на органах грудной клетки: Выступление на секционном заседании XXVI Всесоюзного съезда хирургов 23 января 1955 г. // Труды XXVI Всесоюзного съезда хирургов. Москва, 20-29 января 1955 г. М.: Медгиз, 1956: 649-652.
- Плутенко А. Е., Демихов В. П., Цуренко Г. И. К обоснованию рентгенодиагностики коронаросклероза // Клиническая медицина. — 1957. — Т. 35, № 5. — С. 116-124.
- Демихов В. П. О способах соединения кровеносных сосудов. // В. В. Кованов (ред.). Вопросы сосудистой хирургии. Анатомические и экспериментальные исследования: Труды 1-го МОЛМИ им. И. М. Сеченова. Т. VI. М., 1958: 36-41.
- Демихов В. П. Анатомо-экспериментальное обоснование хирургического лечения недостаточности коронарного кровообращения при атеросклерозе // Вопросы сосудистой хирургии. Анатомические и экспериментальные исследования: труды I МОЛМИ им. И. М. Сеченова/под ред. В. В. Кованова. — М., 1958. — Т. VI. — С. 41-52.
- Веселова Е. А., Демихов В. П. К вопросу о механизме брадикардии, индуцированной сердечными гликозидами // Бюллетень экспериментальной биологии и медицины. — 1959. — Т. 48, № 8. — С. 76-80.
- Демихов В. П. Итоги и перспективы трансплантации сердца: Патолог. физиология сердечно-сосудистой системы // Материалы IV Всесоюзн. конф. патофизиологов. -— Тбилиси, 1-6 октября 1964г. — Т. I. — Тбилиси, 1964. — С. 41-43.
- Шуляк Ф. С., Демихов В. П. Культивирование вируса ящура на органах-трансплантатах // Труды Всероссийского НИИ экспериментальной ветеринарии им. Я. Р. Коваленко. 1966. № 13. С. 287.
- Демихов В. П. 30-летний опыт экспериментальных исследований по пересадке органов: Трансплантация органов и тканей // Материалы 5-й Всесоюзн. конф. по пересадке органов и тканей. — Горький, 1970. — С. 293-294.

на других языках
- Demikhov V. P. A new and simpler variant of heart-lung preparation of a warm-blooded animal // Bull Eksp Biol Med. — 1950. — V. 7. — P. 21-27.
- Demikhov V. P. On methods of blood vessels connection // Trudi I Mosk Med Inst. — 1958. — V. 6. — P. 36-45.
- Demikhov V. P. Transplantation of the heart, lungs and other organs // Eksperimentalnaia Khirurgiia i Anesteziologia. — 1969. — V. 14. — P. 3-8.
- Baevskii R. M., Demikhov V. P., Sharovskaia N. M. Assesment of the status of the circulatory system in dog with transplanted heart // Bull Eksp Biol Med. — 1968. — V. 65, № 1. — P. 119-120. DOI:10.1007/bf00810218
- Demikhov V. P., Shuliak F. S. [The future outlook of organ and tissue transplantation] // Veterinaria. — 1968. — V. 45, № 8. — P. 75-80.
- Demikhov V. P., Rembez I.N. Transplantation of the genital tract of female dogs // Bull Eksp Biol Med. — 1968. — V. 66, № 11. — P. 124-125. DOI:10.1007/bf00787187
- Grigorovskii I. M., Demikhov V. P., Gugushvili L. L. Experimental liver transplantation // Klin Khir. — 1968. — № 6. — P. 11-14.
- Demikhov V. P. Trasplante experimental de órganos vitales. / transl. by Cardenal F., Menú A.F. / Madrid Atlante, 1967. — 343 p.  OCLC Number 431488355.
- Demichow W. P. Die experimentelle Transplantation lebenswichtige Organe / Berlin: Verlag Volk und Gesundheit, 1963. — 264 pp.
- Demichov V. P. Experimental transplantation of vital organs. Authorized translation from the Russian by Basil Haigh / New York: Consultant’s Bureau, 1962. — 285 p.
- Baumann R., Sieke L., Demichow W. P., Hecht K. [On the problem of humoral transmission of substances with neural action in crossed carotid circulation in dogs] // Acta biologica et medica Germanica. —  1961. — V. 7, № 4. — P. 420-422.
- Baumann R., Sieke L., Demichow WP. (1959). [Electroencephalo-graphical demonstration of humoral transmission of neural-active substance in transplantation of the brain following electrocortical stimulation of the recipient animal] // Acta biologica et medica Germanica. — 1959. — V. 5. — P. 504-544.
- Veselova E. A., Demikhov V. P. The mechanism of bradycardia caused by cardiac glucosides // Bulletin of Experimental Biology and Medicine. – 1959. – Т. 48. – №. 2. – С. 996-1000. DOI:10.1007/BF00783796
- Demikhov V. P. Demonstration of the operation and of a dog with replaced heart and lungs at the extramural Session of the AMN SSSR in Riazan in 1950. Discussion. In: Nervous regulation of the circulation and respiration // Trans Acad Med Sci USSR. — 1952. — V. 1. — P. 170-177.

### Авторские свидетельства СССР на изобретения
- Демихов В. П. Способ изготовления препаратов переживающих органов животных для экспериментальных целей. Авторское свидетельство СССР на изобретение SU 85878 10.01.1950.
- Демихов В. П., Шуляк Ф. С. Способ культивирования вируса ящера на органах-трансплантантах. Авторское свидетельство СССР на изобретение SU 130629 14.09.1959.
- Герасименко Н. И., Приймак А. А., Демихов В. П., Демидов Б. С. Способ лечения кислородной недостаточности. Авторское свидетельство СССР на изобретение SU 342631 05.10.1970.
- Герасименко H. И., Приймак А. А., Демихов В. П., Демидов Б. С. Устройство для биологической консервации сердечно-легочного препарата. Авторское свидетельство СССР на изобретение SU 313542 08.07.1970.
- Демихов В. П., Гугушвили Л. Л., Гагуа А. М., Горяйнов В. М. Способ пересадки печени. Авторское свидетельство СССР на изобретение SU 706070 10.07.1978.

## Публицистика
- Демихов В. П. Запасные органы — человеку // Техника — молодёжи. 1964. № 1. С. 24-34.
- Демихов В. П. Второе сердце // Труд. — 1969. — 3 апреля. — С. 4.
- Демихов В. П. Продолжение наших исследований… // Техника — молодёжи. 1978. № 5. С. 28-29.

## Кинофильмы
Демихову и его трудам посвящены следующие кинофильмы:
- «Отторжение»
- «Доктор Демихов. Автограф на память»